# Bucculatrix atagina
Bucculatrix atagina är en fjärilsart som beskrevs av Wocke-hein. Bucculatrix atagina ingår i släktet Bucculatrix och familjen kronmalar. Inga underarter finns listade i Catalogue of Life.